# Jason (Vorname)
Jason oder Iason (griech. Ἰάσων) ist ein männlicher Vorname.

## Herkunft und Bedeutung
Griechisch Ἰάσων, der Heilende.

## Verbreitung
Jason ist in der Antike der Name einer griechischen Sagengestalt (Iason) und seither in Europa und seit der Kolonialzeit auch in Nordamerika bekannt. Im englischsprachigen Raum wurde der Name seit den 1960er Jahren beliebt und breitete sich ab den 1990er Jahren auch in Deutschland aus, wo er in den 2010er Jahren zeitweilig unter den 40 beliebtesten männlichen Vornamen war. Manche Eltern in Deutschland bevorzugen dabei eine englische Aussprache des Namens. In Kai Twilfers Sozialsatire Schantall, tu ma die Omma winken! von 2013 heißt der Bruder der Hauptheldin Schantall, Jason.

## Namenstag
- 12. Juli; Jason (Heiliger) (1. Jahrh. n. Chr.); Apostelschüler und Heiliger
- 3. Dezember; Jason (Märtyrer) (3. Jahrh. n. Chr.); Märtyrer zu Rom und Heiliger

## Varianten
Die weibliche Form des Vornamens ist Iasonia.
- englisch: Jayson.
- italienisch: Giasone.
- polnisch: Jazon.
- ungarisch: Jáson.

## Namensträger

### Historische Personen
- Jason, griechischer Sagenheld
- Jason von Pherai, Tyrann von Pherai, 4. Jahrh. v. Chr.
- Jason von Kyrene, Geschichtsschreiber, 2. Jahrh. v. Chr.
- Jason von Nysa, stoischer Philosoph, 1. Jahrh. v. Chr.
- Jason von Argos, Geschichtsschreiber, 2. Jahrh. n. Chr.

### Personen der Neuzeit
- Jason Adasiewicz (* 1977), US-amerikanischer Jazz-Vibraphonist und Komponist
- Jason Ajemian (* 1976), US-amerikanischer Jazzmusiker und Medienkünstler
- Jason Akeson (* 1990), kanadischer Eishockeyspieler
- Jason Aldean (* 1977), US-amerikanischer Countrysänger
- Jason Alexander (* 1959), US-amerikanischer Schauspieler, Filmregisseur und -produzent
- Jason Allen (Radsportler) (* 1981), neuseeländischer Radrennfahrer
- Jason Allison (* 1975), kanadischer Eishockeyspieler
- Jason Altmire (* 1968), US-amerikanischer Politiker
- Jason Arnold (* 19**), US-amerikanischer Sänger, DJ und Songwriter
- Jason Becker (* 1969), US-amerikanischer Heavy-Metal-Gitarrist
- Jason Bent (* 1977), kanadischer Fußballspieler und -trainer
- Jason Biggs (* 1978), US-amerikanischer Schauspieler
- Jason Robert Brown (* 1970), US-amerikanischer Musical-Komponist und -Autor
- Jason Colby (* 2006), US-amerikanischer Skispringer
- Jason Collins (* 1978), US-amerikanischer Basketballspieler
- Jason Culina (* 1980), australischer Fußballspieler kroatischer Abstammung
- Jason Danskin (* 1967), englischer Fußballspieler
- Jason Demers (* 1988), kanadischer Eishockeyspieler
- Jason Demetriou (* 1987), englisch-zyprischer Fußballspieler
- Jason Derulo (* 1989), US-amerikanischer Sänger und Songwriter
- Jason Dohring (* 1982), US-amerikanischer Schauspieler
- Jason Donovan (* 1968), australischer Sänger und Schauspieler
- Jason Dupasquier (2001–2021), Schweizer Motorradrennfahrer
- Jason Everly (* 19**), US-amerikanischer Musiker und Schauspieler
- Jason Gardener (* 1975), britischer Leichtathlet
- Jason Goldenberg (* 1984), US-amerikanischer Basketballschiedsrichter
- Jason Goldwatch (* 1976), US-amerikanischer Regisseur
- Jason Hammel (* 1982), US-amerikanischer Baseball-Pitcher
- Jason Heyward (* 1989), US-amerikanischer Baseballspieler
- Jason Ho-Shue (* 1998), kanadischer Badmintonspieler
- Jason Isaacs (* 1963), britischer Schauspieler
- Jason Jaffray (* 1981), kanadischer Eishockeyspieler
- Jason Jaspers (* 1981), kanadischer Eishockeyspieler
- Jason Kidd (* 1973), US-amerikanischer Basketballspieler
- Jason Klatt (* 1986), kanadischer Poolbillardspieler
- Jason Koon (* 1985), US-amerikanischer Pokerspieler
- Jason Krog (* 1975), kanadischer Eishockeyspieler
- Jason Lavallée (* 1986), kanadischer Pokerspieler
- Jason Lee (* 1970), US-amerikanischer Schauspieler
- Jason Scott Lee (* 1966), US-amerikanischer Schauspieler
- Jason Leffler (1975–2013), US-amerikanischer Rennfahrer
- Jason Lewis (* 1967), britischer Abenteurer
- Jason Lewis (* 1971), US-amerikanischer Schauspieler
- Jason London (* 1972), US-amerikanischer Schauspieler und Produzent
- Jason Lowndes (1994–2017), australischer Radsportler
- Jason Marshall (* 1971), kanadischer Eishockeyspieler
- Jason Marshall (* 1983), US-amerikanischer Jazzmusiker
- Jason Miller (* 1971), kanadischer Eishockeyspieler
- Jason Miller (* 1980), US-amerikanischer Kampfsportler
- Jason Anthony Miller (1939–2001), US-amerikanischer Schauspieler und Dramatiker
- Jason Molina (1973–2013), US-amerikanischer Musiker
- Jason Momoa (* 1979), US-amerikanischer Schauspieler
- Jason Moran (* 1975), US-amerikanischer Jazz-Pianist
- Jason Mraz (* 1977), US-amerikanischer Singer-Songwriter
- Jason Newsted (* 1963), US-amerikanischer Bassist
- Jason Orange (* 1970), Mitglied der Popgruppe Take That
- Jason Palmer (* 1979), US-amerikanischer Jazztrompeter
- Jason Phillips (* 1975), US-amerikanischer Rapper
- Jason Reynolds (* 1983), US-amerikanischer Schriftsteller
- Jason James Richter (* 1980), US-amerikanischer Schauspieler
- Jason Rigby (* 1974), US-amerikanischer Jazzmusiker
- Jason Robards (1922–2000), US-amerikanischer Schauspieler
- Jason Rohrer (* 1977), US-amerikanischer Autor
- Jason Schwartzman (* 1980), US-amerikanischer Musiker und Schauspieler
- Jason Smith (* 1973), kanadischer Eishockeyspieler
- Jason Smith, Spezialeffektkünstler
- Jason Smith (* 1983), US-amerikanischer Curler
- Jason Smith (* 1986), US-amerikanischer Basketballspieler
- Jason Smith (* 1964), englischer Snookerspieler
- Jason T. Smith (* 1980), US-amerikanischer Politiker
- Jason Smyth (* 1987), irischer Leichtathlet
- Jason Spevack (* 1997), kanadischer Schauspieler
- Jason Starr (* 1966), US-amerikanischer Autor
- Jason Statham (* 1967), britischer Schauspieler
- Jason Stein (* 1976), US-amerikanischer Jazzmusiker
- Jason Stoltenberg (* 1970), australischer Tennisspieler
- Jason Wheeler (* 1977), US-amerikanischer Pokerspieler
- Jason Wiemer (* 1976), kanadischer Eishockeyspieler
- Jason Wilcox (* 1971), englischer Fußballspieler
- Jason Wu (* 1982), taiwanisch-kanadischer Modedesigner
- Jason Young (* 1972), deutsch-kanadischer Eishockeyspieler
- Jason Young (* 1991), jamaikanischer Sprinter
- Jason Zinoman (* 1975), US-amerikanischer Journalist, Kritiker und Sachbuchautor

### Kunstfiguren
- Jason Bourne, Romanfigur
- Jason Dark, Verlags-Pseudonym des Bastei-Lübbe Verlags
- Jason Duval, Hauptfigur des Videospiels Grand Theft Auto VI
- Jason Voorhees, Figur aus der Slasherfilmreihe Freitag der 13.